# Estação Leninskii Prospekt (metro de Moscovo)
Leninskii Prospekt (em russo:  Ленинский проспект) é uma das estações da linha Kalujsko-Rijskaia (Linha 6) do Metro de Moscovo, na Rússia. Estação «Leninskii Prospekt» está localizada entre as estações «Academitcheskaia» e «Chabolovskaia».